# Udoka Azubuike
Udoka Timothy Azubuike (* 17. September 1999 in Lagos) ist ein nigerianischer Basketballspieler. Er steht beim KK Budućnost Podgorica in der montenegrinischen Prva A Liga unter Vertrag. Azubuike ist 2,08 Meter groß und läuft als Center auf. Er wurde im NBA-Draft 2020 an 27. Stelle von den Utah Jazz ausgewählt.

## Laufbahn
Azubuike wuchs als jüngstes von fünf Kindern einer Lehrerin auf. Er ging als Jugendlicher in die Vereinigten Staaten, um an der Potter’s House Christian Academy im Bundesstaat Florida seine schulische und basketballerische Entwicklung fortzusetzen. Im Januar 2016 nahm der Innenspieler ein Angebot der University of Kansas an und wechselte zur Saison 2016/17 an die Hochschule. Azubuike spielte von 2016 bis 2020 für Kansas. In der Saison 2016/17 kam er wegen einer Handgelenksverletzung lediglich zu elf Einsätzen, im Spieljahr 2018/19 musste er lange wegen einer Handoperation aussetzen und stand deshalb nur in neun Partien auf dem Spielfeld. Im Anschluss an die Saison 2019/20 wurde er von der Vereinigung der US-Basketballtrainer (NABC) als Verteidiger des Jahres der NCAA ausgezeichnet. Azubuike hatte in diesem Spieljahr Mittelwerte von 13,7 Punkten, 10,5 Rebounds und 2,6 Blocks verbucht. Seine Trefferquote von 74,8 Prozent war die höchste aller Spieler der NCAA Division I. Der mit dem Spitznamen „Dok“ versehene Azubuike wies während seiner Zeit an der University of Kansas insgesamt eine Feldwurfquote von 74,9 Prozent auf, stellte damit eine neue NCAA-Bestmarke auf und brach den bisherigen Höchstwert von Tacko Fall (74 Prozent).
Beim NBA-Draftverfahren im November 2020 sicherte sich die Mannschaft Utah Jazz in der ersten Auswahlrunde an 27. Stelle die Dienste des Nigerianers. Bis 2023 bestritt er insgesamt 68 NBA-Hauptrundenspiele für Utah und erreichte Mittelwerte von 3,3 Punkten sowie 3 Rebounds je Begegnung. Im August 2023 wurde er von den Phoenix Suns verpflichtet.
Azubuike wechselte im Sommer 2024 zu KK Budućnost Podgorica.

## Karriere-Statistiken

### NBA

#### Hauptrunde
| Saison  | Team    | GP | GS | MPG  | FG % | 3P % | FT % | RPG | APG | SPG | BPG | PPG |
| ------- | ------- | -- | -- | ---- | ---- | ---- | ---- | --- | --- | --- | --- | --- |
| 2020–21 | Utah    | 15 | 0  | 3.8  | .444 | —    | .800 | 0.9 | 0.0 | 0.1 | 0.3 | 1.1 |
| 2021–22 | Utah    | 17 | 6  | 11.5 | .755 | —    | .545 | 4.2 | 0.0 | 0.1 | 0.6 | 4.7 |
| 2022–23 | Utah    | 36 | 4  | 10.0 | .819 | —    | .350 | 3.3 | 0.3 | 0.2 | 0.4 | 3.5 |
| 2023–24 | Phoenix | 16 | 0  | 7.1  | .696 | —    | .231 | 1.3 | 0.2 | 0.1 | 0.4 | 2.2 |
| Gesamt  | Gesamt  | 84 | 10 | 8.6  | .758 | —    | .444 | 2.0 | 0.2 | 0.1 | 0.4 | 3.0 |

#### Play-offs
| Saison  | Team   | GP | GS | MPG | FG % | 3P % | FT % | RPG | APG | SPG | BPG | PPG |
| ------- | ------ | -- | -- | --- | ---- | ---- | ---- | --- | --- | --- | --- | --- |
| 2020–21 | Utah   | 1  | 0  | 1.0 | —    | —    | —    | 1.0 | 0.0 | 0.0 | 0.0 | 0.0 |
| Gesamt  | Gesamt | 1  | 0  | 1.0 | —    | —    | —    | 1.0 | 0.0 | 0.0 | 0.0 | 0.0 |